# Пимонівка
Пи́монівка — село в Україні, у Ізюмській міській громаді Ізюмського району Харківської області. Населення становить 193 особи. До 2020 орган місцевого самоврядування — Левківська сільська рада.

## Географія
Село Пимонівка розташована на правому березі річки Мокрий Ізюмець, вище за течією на відстані 3 км розташоване село Крамарівка, нижче за течією примикає до міста Ізюм. Поблизу села проходить залізниця, станція Пимонівка.

## Історія
12 червня 2020 року, розпорядженням Кабінету Міністрів України № 725-р «Про визначення адміністративних центрів та затвердження територій територіальних громад Харківської області», увійшло до складу Ізюмської міської громади.
19 липня 2020 року, в результаті адміністративно-територіальної реформи та ліквідації Ізюмського району (1923—2020), село увійшло до складу новоутвореного Ізюмського району.

## Населення
Згідно з переписом УРСР 1989 року чисельність наявного населення села становила 231 особа, з яких 99 чоловіків та 132 жінки.
За переписом населення України 2001 року в селі мешкали 194 особи.

### Мова
Розподіл населення за рідною мовою за даними перепису 2001 року:
| Мова       | Відсоток |
| ---------- | -------- |
| українська | 90,67 %  |
| російська  | 9,33 %   |

## Економіка
- Молочно-товарна і свино-товарна ферми.
- ТОВ «Спарк Солар» — підприємство, яке створене з метою будівництва та подальшої експлуатації промислової наземної сонячної електростанції потужністю 1,5 Мвт в селі Пимонівка, Ізюмського району Харківської області. Електростанція розпочала виробництво та продаж електроенергії з 1 квітня 2020 року[8][9][10].